# نشان ملی هنر
نشان ملی هنر (انگلیسی: National Medal of Arts) جایزه و مدالی است که در سال ۱۹۸۴ میلادی توسط کنگره ایالات متحده آمریکا پایه‌گذاری شد و هدف از ایجاد آن، ارج‌نهادن به هنرمندان، حامیان و اهالی هنر بود.
این نشان که یک جایزهٔ معتبر آمریکایی است، عالی‌ترین افتخاری است که در زمینهٔ هنر در ایالات متحده آمریکا اعطا می‌شود.
افرادِ واجدِ شرایط توسط سازمان «پشتوانه ملی هنرهای آمریکا» (NEA) انتخاب می‌شوند. مدال این جایزه نیز توسط مجسمه‌ساز مشهور آمریکایی «رابرت گراهام» طراحی شده است.